# 羽崎安實
羽崎 安實（2月26日—），日本漫畫家。

## 作品
- 月光人狼、1冊待續、原名、日文版全3冊
- 奇蹟GOGO、全3冊、原名
- 原名

## 外部連結
- （日語）84bazar -